# Best Weekend
Best Weekend, è un programma televisivo italiano di genere reality, in onda nel 2024 sul Nove e condotto da Francesco Panella.

## Puntate
| Stagione       | Puntate | Prima TV |
| -------------- | ------- | -------- |
| Prima stagione | 4       | 2024     |

### Prima Stagione
- Prima Puntata

| Luogo   | Durata  | Prima TV       |
| ------- | ------- | -------------- |
| Messina | 79 min. | 2 ottobre 2024 |

- Seconda Puntata

| Luogo         | Durata  | Prima TV       |
| ------------- | ------- | -------------- |
| Lago di Garda | 81 min. | 8 ottobre 2024 |

- Terza Puntata

| Luogo  | Durata  | Prima TV        |
| ------ | ------- | --------------- |
| Napoli | 80 min. | 15 ottobre 2024 |

- Quarta Puntata

| Luogo   | Durata  | Prima TV        |
| ------- | ------- | --------------- |
| Chianti | 77 min. | 22 ottobre 2024 |